# Spoorlijn Hochstadt-Marktzeuln - Saalfeld
De spoorlijn Hochstadt-Marktzeuln - Saalfeld ook wel Frankenwaldbahn genoemd is een Duitse spoorlijn als lijn 5010, Hochstadt-Marktzeuln - Ludwigsstadt (grens Beieren/Thüringen) en 6383 Ludwigsstadt - Saalfeld onder beheer van DB Netze.

## Geschiedenis
Het traject werd door de Hochstadt-Stockheimer Eisenbahn in fases geopend.
- 20 februari 1861: Hochstadt - Kronach - Gundelsdorf
- 1 maart 1863: Hochstadt - Stockheim

De Thüringische Eisenbahngesellschaft opende op 20 december 1871 het traject Ludwigsstadt en de grens Beieren/Thüringen.
Door de deling van Duitsland werd het tweede spoor en de complete bovenleiding tussen Saalfeld en de grens Beieren/Thüringen in 1946 door de Russische bezetters als herstelbetaling gedemonteerd en mee genomen.
In 1990 werd het tweede spoor met een grotere tussenruimte van 4 meter (vroeger 3,5 meter) en de complete bovenleiding opnieuw aangelegd.

## Treindiensten

### Deutsche Bahn
De Deutsche Bahn verzorgt het personenvervoer op dit traject met RE- / RB-treinen.
- RB: (Nürnberg -) Lichtenfels - Kronach

De Deutsche Bahn AG gebruikt voor deze treindienst locomotieven van het type 143 en rijtuigen van het type N.
- RB: Lichtenfels - Saalfeld - Naumburg

De Deutsche Bahn AG gebruikt voor deze treindienst locomotieven van het type 111 en rijtuigen van het type N.
- RE: Hof/Bayreuth - Lichtenfels - Saalfeld

De Deutsche Bahn AG gebruikt voor deze treindienst treinstellen van het type 612.
- RB: Saalfeld - Hockeroda - Blankenstein

De Deutsche Bahn AG gebruikt voor deze treindienst treinstellen van het type 641.

## Aansluitingen
In de volgende plaatsen is of was er een aansluiting van de volgende spoorlijnen:

### Hochstadt
Hochstadt am Main
- Bamberg - Hof, spoorlijn tussen Bamberg en Hof

### Neuses bij Kronaar
Neuses bij Kronaar
- Neuses - Weißenbrunn, spoorlijn tussen Neuses en Weißenbrunn
- Rodachtalbahn, spoorlijn tussen Kronach en Nordhalben

### Stockheim
Stockheim (Oberfranken)
- Pressig-Rothenkirchen - Tettau, spoorlijn tussen Pressig-Rothenkirchen en Tettau

### Ludwigsstadt
- Ludwigsstadt - Lehesten, spoorlijn tussen Ludwigsstadt en Lehesten|

### Probstzella
- Sonneberg - Probstzella, spoorlijn tussen Sonneberg en Probstzella

### Hockeroda
- Hockeroda - Unterlemnitz, spoorlijn tussen Hockeroda en Unterlemnitz

### Saalfeld
Saalfeld (Saale)
- Arnstadt - Saalfeld, spoorlijn tussen Arnstadt en Saalfeld
- Saalbahn, spoorlijn tussen Großheringen en Saalfeld
- Leipzig - Gera - Saalfeld, spoorlijn tussen Leipzig en Saalfeld, via Gera

## Elektrische tractie
Het traject werd in 1939 geëlektrificeerd met een spanning van 15.000 volt 16⅔ Hz wisselstroom.